# Карл III (король Іспанії)
Карл III (ісп. Carlos III; 20 січня 1716 — 14 грудня 1788) — король Іспанії з 1759 року, герцог Пармський (під ім'ям Карл I) в 1731—1734 роках, король Неаполя і Сицилії (під ім'ям Карл VII) в 1734—1759 роках, з династії Бурбонів, двоюрідний брат Людовика XV. Представник освіченого абсолютизму, провів ефективні реформи державного управління та економіки. Двічі відрікався від престолу, щоб зайняти трон іншої держави.

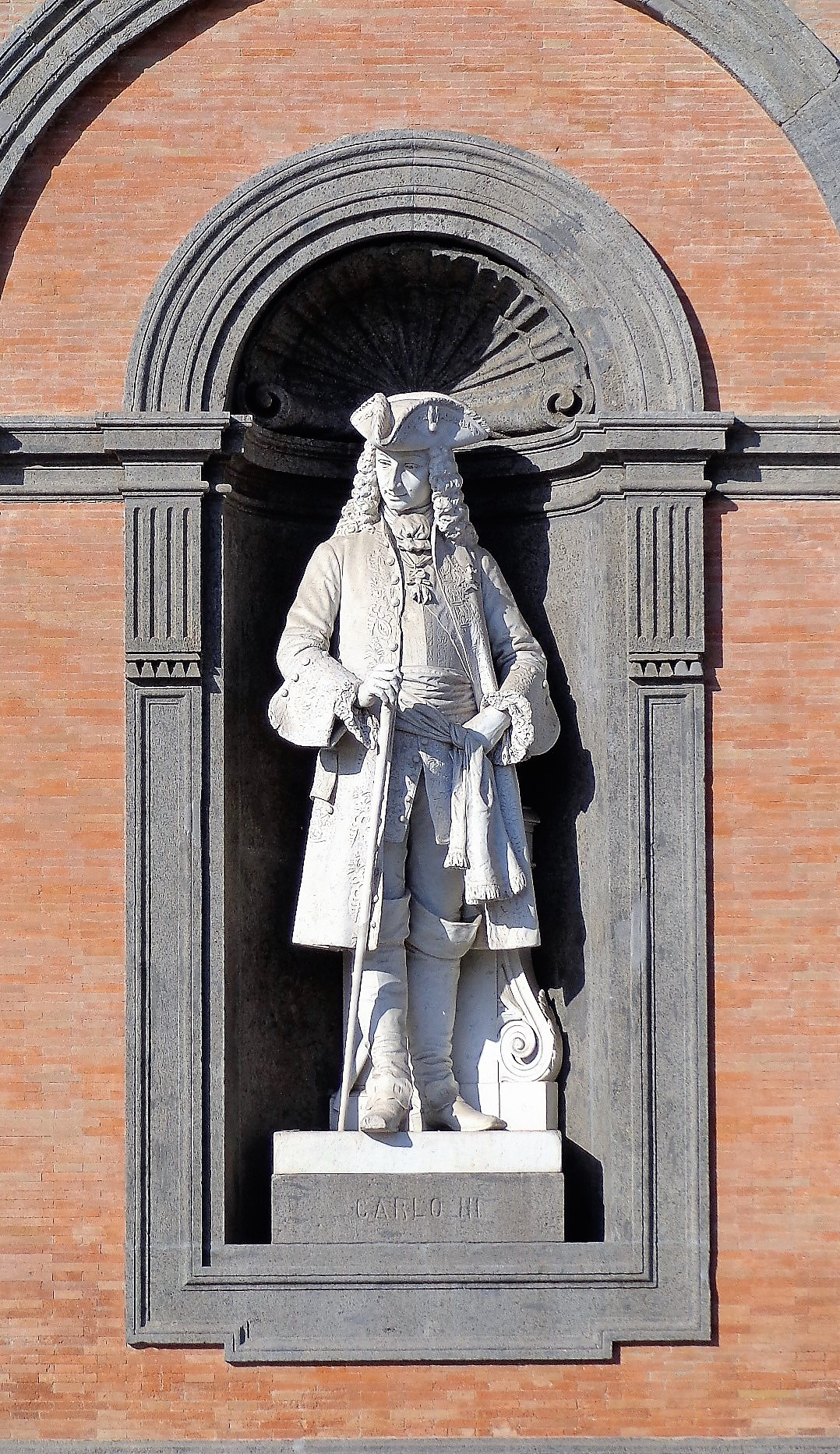
Статуя Карла III.Королівський палац Неаполя

## Молоді роки
Карл був старшим сином у родині Філіпа V та його другої дружини Єлизавети Фарнезе. Він отримав гарне виховання. Знав латину, італійську, французьку мову, вивчав математику, географію, іспанську, французьку та церковну історію, музику, мистецтво їзди верхи. З раннього дитинства його мати намагалася добути для Карла якесь володіння у Італії. Міжнародна ситуація у 1731 році дозволила Карлу стати великим герцогом Тосканським та герцогом Парми та П'яченци. В Італії його найближчим радником став Бернардо Тануччі, професор публічного права університету Пізи.

## Король Неаполя та Сицилії
Спираючись на пакт Бурбонів (1733) в умовах Війни за польську спадщину, іспано-італійські війська у 1734 році під проводом герцога Карла захопили Неаполь та Сицилію. Він став королем Обох Сицилій під ім'ям Карла VIII. При цьому він обіцяв, що не буде прагнути унії з Іспанією. Але боротьба за королівство Обох Сицилій ще не була завершена. Вже 1744 року австрійська армія під командуванням князя Лобковітца намагалася захопити Неаполь, але була відбита армією Карла, який опирався на широку підтримку населення. Зрештою Карл зумів залишити за собою це королівство.
У Неаполі Карл провів низку реформ:
- зменшив функції, привілеї та чисельність духівництва;
- обмежив клерикалізм суспільного життя;
- відмовився впроваджувати у королівстві інквізицію;
- водночас проводив кампанію проти масонів та інших таємних товариств;
- зменшив привілеї шляхти, оподаткував її;
- зменшив податковий тягар на простих людей;
- провів судову реформу.

Багато зусиль Карл витратив на розвиток економіки, уклав численні торговельні договори зі всіма європейськими країнами та Османською імперією. У Неапольському університеті відкрито кафедру комерції. Паралельно було відремонтовано гавань Неаполя, проведені численні роботи з будівництво доріг та спорудженню мостів.
За його наполягання розкопано стародавнє місто Геркуланум, його старожитності були виставлені в музеї, а звіт щодо цих розкопок надруковано у вигляді книги, які спрямували у всі публічні бібліотеки Європи.
Карл вперше зробив італійську мову державною в королівстві Обох Сицилій.

## Король Іспанії
У 1759 році помер брат Карла король Іспанії Фернандо VI. 6 жовтня 1759 року Карл зрікся корони Обох Сицилій на користь свого сина Фердинанда.
В Іспанії Карл III зберіг кабінет Р. Волла (призначеного ще при Фердинанді VI), призначивши тільки нового міністра фінансів — італійця маркіза Скілачче.

## Зовнішня політика
15 серпня 1761 року Карл III уклав угоду з Францією (третій бурбонський сімейний пакт) та в 1762 році почав війну з Великою Британією, яка тривала у рамках Семирічної війни. Спроба Іспанії підкорити Португалію виявилася невдалою. Британці захопили Гавану, Манілу та Тринідад. Але вже 1763 року було укладено Паризький мирний договір. Іспанія повернула Кубу, Манілу, але втратила на користь Португалії лівий берег річки Ріо-де-ла-Плати, а Флориду — на користь Великої Британії. Франція передала Іспанії Луїзіану.
У 60-70-роках протистоянні з Великою Британією тривало. У 1766 році британці захопили Фолклендські Острови. Але вже 1770 року губернатор Буенос-Айреса вигнав їх звідти. У 1776 році Іспанія повернула собі лівий берег річки Ріо-де-ла-Плата.
У 1779 році Іспанія розпочала війну з Великою Британією, яка того часу боролося з повсталими Північноамериканськими штатами. По її закінченню повернула собі Флориду.

## Реформи
Перше за все запроваджені заходи по покращенню вигляду Мадрида:
- мостіння вулиць;
- впровадження зимового вуличного освітлення;
- впорядкування міста.

Головну увагу Карл III приділяв фінансам та майну. При цьому впроваджував свої реформи. Спочатку він признав нового першого міністра. Ним став маркіз Гримальді. З 1764 року почалася розробка заходів по зміцненню оборони американських колоній та збільшенню обігу іспанських товарів. Впроваджено регулярне щомісячне поштове сполучення Іспанії з Америкою, спрямовані в окремі віцекоролівства генерал-інспектори з широкими повноваженнями. Для отримання ширшої підтримки реформам було організовано лекції на відповідні теми, почалося навчання молоді з економічних питань.
Наступні напрямки реформ:
- спрощення й модернізація адміністрації;
- розширення інфраструктури;
- впровадження громадських будівельних робіт;
- соціальне забезпечення нижчих прошарків та їх інтеграція до економічного життя;
- модернізація церкви;
- перебудова армій та флоту.

27 лютого 1767 року Карл III підписав декрет, за яким з усіх іспанських володінь орден єзуїтів був вигнаний.

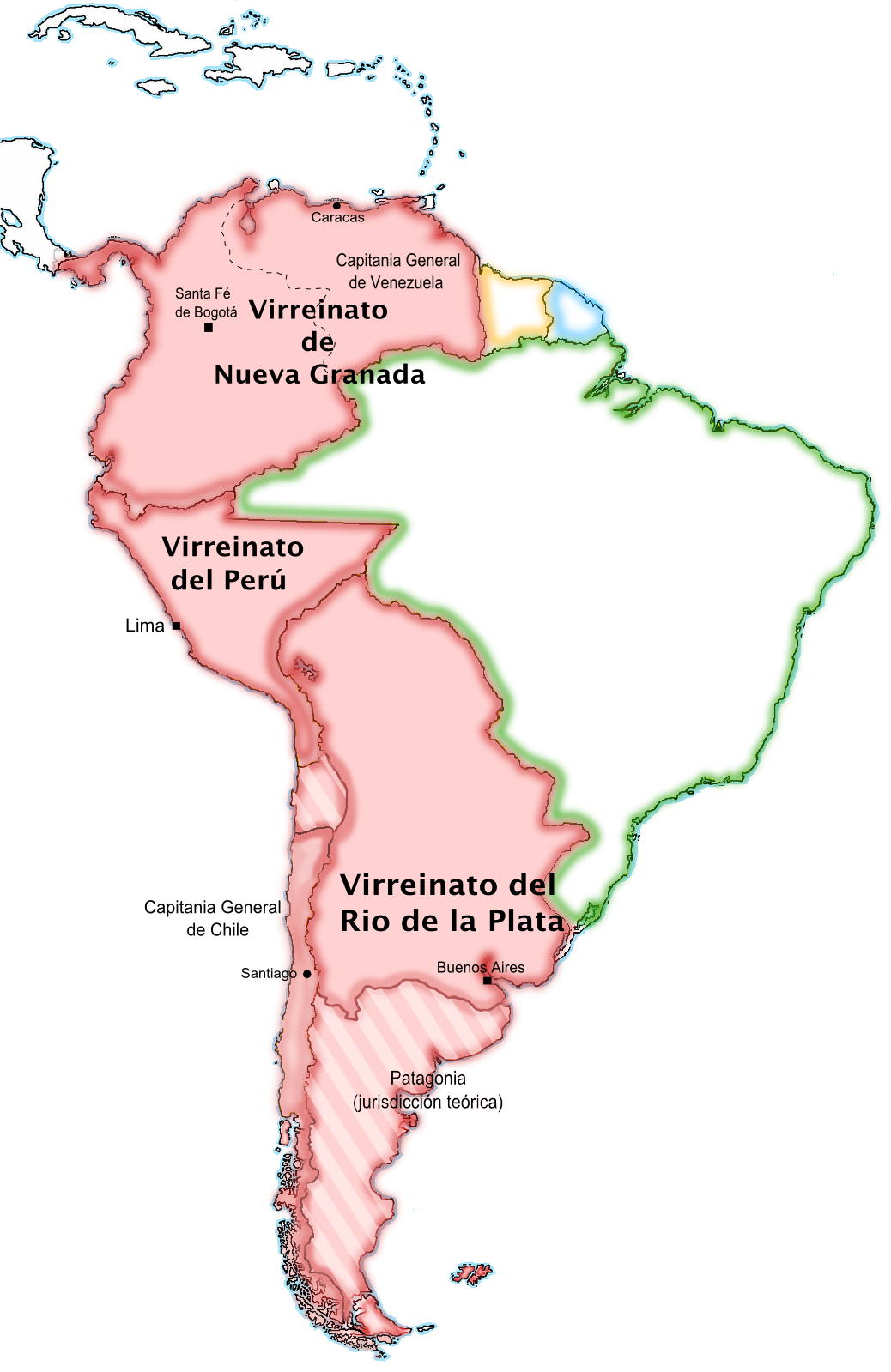
Іспанські володіння у Південній Америці.

Перші невдачі на шляху реформ змусили Карла III в 1776 році змінити прем'єр-міністра на Флоридобланку. Почалася реорганізація іспанської Америки. Було створено Віцекоролівство Ріо-де-ла-Плата. У 1778 році впроваджено вільну торгівлю між американськими та іспанськими портами. Створено систему інтендантів американських провінцій. Але реформи, спрямовані на те, щоб остаточно прив'язати американські колонії до Іспанії, виявилися невдалими.

## Родина
Дружина — Марія Амалія Валльбург Саксонська, донька Августа III, курфюрста Саксонії, короля Речі Посполитої.
Діти:
- Філіп Антоніо (1747—1777)
- Карл (1748—1819), король Іспанії
- Фернандо Антоніо Паскуаль (1751—1825) — король Неаполя та Сицилії
- Габріель (1752—1788) — одружений з дочкою короля Португалії Педру III
- Антоніо Паскуаль Хенаро (1755—1781)
- Франсиско Хав'єр Антоніо (1757—1771)
- Марія Хосефа Кармела (1744—1801)
- Марія Луїза (1745—1792) — дружина Леопольда Габсбурга, імператора Священної Римської імперії.